# Regia Armata Sarda
La Regia Armata Sarda (o anche Armata Sarda, Reale esercito Sardo-Piemontese, Esercito Sabaudo o semplicemente Esercito Piemontese) fu l'esercito di terra del Ducato di Savoia prima e del Regno di Sardegna poi, attivo dal XVI-XVII secolo sino al 4 maggio 1861, data nella quale divenne nota col nome di Regio Esercito Italiano.
Anche se non è una regola, solitamente si usa il termine "Esercito Sabaudo" in riferimento al periodo in cui i Savoia detenevano il titolo ducale, mentre si preferisce "Armata Sarda" o "Esercito Sardo" in riferimento all'epoca in cui ottennero il titolo di Re di Sardegna.

## Storia

### Le origini e la milizia
Nel 1414 la contea di Savoia venne elevata a Ducato. Da quest'epoca le unità militari di cui disponeva il ducato sabaudo erano concentrate in Piemonte e in Valle d'Aosta ove il mantenimento delle stesse avveniva per mezzo della signoria feudale locale che, conseguendo il patronato di alcuni reggimenti, le manteneva al servizio dello Stato e nel contempo radicate sul territorio.
Ad apportare notevoli cambiamenti fu Emanuele Filiberto, detto Testa di Ferro il quale si prodigò largamente per riformare radicalmente l'embrione che sarebbe diventato l'esercito sabaudo rendendolo sempre più una componente stabile dello Stato e nel contempo slegandolo dai feudatari locali (il che gli consentì anche di avere un controllo più radicale sulla regione piemontese), assicurandosene la fedeltà. 
A questo scopo venne creata la "milizia paesana", ufficializzata il 5 luglio 1566. Il comando delle truppe da questo momento passò ufficialmente nelle mani del duca di Savoia, ma non essendovi un limite di età o di congedo per il servizio, molti soldati rimanevano in servizio a lungo lasciando che la qualità dell'esercito ne risentisse. In quest'epoca era inoltre poca o inesistente la preparazione e l'organico presente lasciava a desiderare in quanto ad esperienza sul campo.
Fu col Seicento che l'esercito piemontese ebbe un notevole rilancio e causa di questi sostanziali mutamenti fu ovviamente la politica estera intrapresa dal governo sabaudo e anche dalla sua nuova condizione interna. Durante la prima metà del XVII secolo l'esercito sabaudo non ebbe una forza e un'organizzazione fissa, ma essa variava molto dai periodi di pace a quelli di guerra ed era essenzialmente composta da reggimenti reclutati da nobili illustri per conto del Duca, da reggimenti di mercenari e da reggimenti religionari, cioè formati da protestanti perlopiù francesi.

### I primi reggimenti
Nel 1664 si ebbe una prima organizzazione con la creazione di reggimenti di "proprietà" del Duca che ricevettero una bandiera comune con le armi ducali in sostituzione di quelle raffiguranti le armi dei comandanti.
Sette anni dopo, nel 1671, l'esercito venne anche dotato di un'uniforme che era grigio chiaro per quasi tutti i reparti, quindi molto simile a quella da poco adottata dall'esercito francese, che l'esigua Armata Ducale ebbe alternativamente contro o al suo fianco durante le frequenti guerre.
Da questi anni fino alla metà del settecento l'esercito piemontese fu molto aperto alle novità e costantemente modernizzato, soprattutto sotto il regno di Vittorio Amedeo II. Le due riforme più importanti di quegli anni furono probabilmente la creazione della specialità dei granatieri e l'abolizione dei picchieri, avvenute entrambe nel 1685, la seconda, soprattutto, avvenne con largo anticipo sulla maggior parte degli eserciti europei, infatti i francesi e gli spagnoli le abolirono circa quindici anni dopo.
L'esercito ducale nel 1691 contava 12 reggimenti di fanteria, 3 di dragoni e 2 di cavalleria.
Altrettanto importante, anche se successivo, fu il Regolamento del 1709, che si ispirava alla disciplina prussiana osservata durante la Battaglia di Torino e alle tattiche di fuoco inglesi e olandesi. Così venne adottato il fuoco di plotone a ranghi serrati in sostituzione di quello di fila a ranghi aperti. La differenza sta nel fatto che nel fuoco di fila i soldati si schierato su 4 o più file distanti 4 metri e tutti i soldati di una fila fanno fuoco contemporaneamente con un certo intervallo tra il fuoco delle differenti file, così da fare un fuoco il più possibile costante. Invece nel fuoco per plotone i soldati vengono schierati su tre file ravvicinate e il loro fronte diviso in plotoni in ognuno dei quali i soldati delle tre file fanno fuoco contemporaneamente, seguiti ad intervalli regolari dagli altri plotoni. Questo ordinamento rimase per tutta la prima metà del XVIII secolo lo standard seguito da tutti i reparti.

### L'Armata sarda
I duchi di Savoia nel luglio 1713 ottennero il titolo regale, come re di Sicilia, fino a quando nel 1720 lo cedettero per il Regno di Sardegna. 
Nel 1713 l'esercito sabaudo era suddiviso in fanteria d'ordinanza, nazionale e straniera, e della neocostituita fanteria provinciale, che sostituiva la milizia. Così nel 1714 l'esercito fu denominato "regio" anziché ducale. In Sicilia vennero formati due reggimenti, "Gioeni" e "Valguarnera", che quando fu lasciata l'isola sarebbero stati unificati nel reggimento di Sicilia. Nel 1716 fu costituita l’Intendenza Generale di Guerra (corpo di commissariato).
Nel periodo 1718-1720 i reggimenti dei Savoia combatterono sull'isola contro gli spagnoli. Allo scoppio della guerra erano attivi, tra la terraferma e la Sicilia, 19 reggimenti fanteria (di cui 4 di mercenari stranieri), 2 di cavalleria, 3 di dragoni, uno di artiglieria e uno di fanteria di marina.
Nel XVIII secolo l'esercito fu, insieme all'abilità nello stringere alleanze, il principale strumento di cui si servirono i sovrani sabaudi (come Vittorio Amedeo II e il successore Carlo Emanuele III), che assicurò allo stato piemontese la sua espansione territoriale e l'ascesa a potenza internazionale, partecipando alle principali guerre scoppiate nel periodo (guerre di successione spagnola, polacca ed austriaca). Non a caso il Piemonte in questo periodo venne definito "la Prussia d'Italia".
Durante tutto il secolo ci fu una generale tendenza all'ampliamento dell'esercito che, nel 1747 era passato a 32 reggimenti di fanteria, ma la cavalleria continuava ad essere formata da 2 reggimenti, mentre i dragoni erano saliti a 5 reggimenti.
In quanto ai numeri, sappiamo che nel 1774 il quantitativo totale di truppe sabaude raggiungeva le 100.000 unità e fu in quell'occasione che venne introdotto il regolamento relativo alla durata del servizio militare permanente. Il re manteneva il controllo delle truppe supportato da uno stato maggiore composto da aiutanti e da 28 generali esperti tutti di provenienza aristocratica (i nobili avevano il 78% delle cariche delle armi nobili), mentre nei vari gradi delle armi di fanteria e cavalleria i borghesi erano costituiti dal 20%. Il resto dell'esercito era ancora costituito dal popolo.

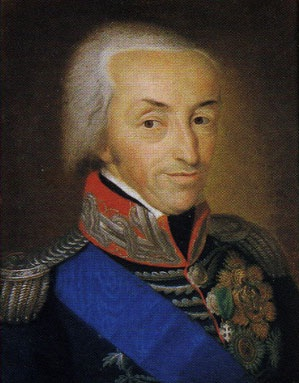
Vittorio Emanuele I di Savoia fondò il corpo dei Reali Carabinieri nel 1814

Dopo l'Armistizio di Cherasco del 1796 ed il tentativo da parte del Regno di Sardegna di opporsi all'invasione napoleonica, l'Armata Sarda veniva gradualmente smobilitata per poi andare a formare con le sue ceneri corpi al servizio della Repubblica Subalpina prima e del Regno d'Italia napoleonico poi.
Con la restaurazione, Vittorio Emanuele I dal 1815 provvide la ricostruzione dell'esercito piemontese organizzato su 10 brigate di fanteria col supporto di cavalleria, artiglieria e genio, il tutto inquadrato in due grandi corpi d'armata ciascuno su 2 divisioni, oltre ad una divisione di riserva.
Nel 1848 esso dovette affrontare nella prima guerra d'indipendenza italiana l'esercito austroungarico. Mobilitato il 1º marzo 1848, al momento dell'insurrezione di Milano l'esercito del Regno di Sardegna contava i 4/5 dei suoi effettivi, e cioè 65.000 uomini, con due corpi d'armata, ciascuno con due divisioni, oltre a una divisione di riserva. Nella seconda campagna militare, nel marzo 1849, le divisioni da 5 erano giunte a 8, per un ammontare di circa 115.000 uomini. La guerra si concluse con la sconfitta piemontese nella battaglia di Novara.

### Il regno di Vittorio Emanuele II e la seconda guerra d'indipendenza

Bandiera della Regia Armata sarda in epoca risorgimentale

Sotto il regno di Vittorio Emanuele II di Savoia, la regia armata sarda cambiò molti dei propri aspetti, ingrandendosi ma aumentando anche la propria qualità e la propria forza. Nel 1855 per la prima volta fu creato un corpo di spedizione di circa 15.000 uomini (circa un terzo delle forze) per prendere parte alla guerra di Crimea.
Nel 1858, appena prima della seconda guerra d'indipendenza italiana, venne varato un nuovo codice militare firmato dal sovrano che si proponeva innanzitutto di regolarizzare il periodo del servizio militare, portandolo a 5 anni di ferma più 6 di riserva fino ai 30 anni compiuti con 50 giorni l'anno obbligatori di istruzione ed allenamento. La ferma, inoltre, venne divisa in due specie, d'ordinanza e provinciale. La prima era destinata ai carabinieri reali, agli armaioli, ai musicanti, ai moschettieri ed ai volontari, mentre la seconda era applicata a tutti gli altri soldati con l'eccezione che questi ultimi, se promossi sottufficiali, erano obbligati a rimanere 8 anni alle armi (a meno che il governo non disponesse diversamente).
Con questa riforma vennero esclusi dal servizio militare i condannati ai lavori forzati, i condannati alla pena della reclusione o dell'esilio, i colpevoli di reati riferiti al codice penale, i condannati dai tribunali esteri a pene corrispondenti e anche gli esecutori di giustizia come giudici o magistrati, nonché i loro figli, i loro aiutanti, i figli degli aiutanti.
L'esercito piemontese in questo periodo raggiunse la forza totale di 79.000 uomini circa di cui 22.000 ufficiali e 56.000 uomini della truppa oltre a circa 20.000 tra ufficiali e soldati dei corpi volontari non piemontesi (come i Cacciatori delle Alpi). I volontari dell'esercito regolare ammontavano a circa 20.000 uomini. La chiamata e l'assegnazione avveniva per sorteggio ed era prevista la sostituzione dietro pagamento o con parente corrispondente. La ripartizione avveniva in base alle età ed i soldati più anziani e non analfabeti fornivano i caporali e tra questi venivano scelti i sergenti in base al merito. In totale sei divisioni, di cui una di cavalleria.
Nel 1860 esso inglobò nuove divisioni formate dalla Lega dell'Italia Centrale (comprendente Granducato di Toscana, Ducato di Parma, Ducato di Modena e Legazione delle Romagne).
Dopo la campagna piemontese in Italia centrale con il IV e il V corpo d'armata, e l'annessione del regno delle Due Sicilie, che portò all'unità d'Italia nel febbraio 1861, incorporò tra le sue file l'Esercito delle Due Sicilie e parte dell'Esercito meridionale garibaldino e il 4 maggio 1861 assunse la denominazione di Regio Esercito italiano.

## Organizzazione
I soldati dell'esercito sardo avevano un'estrazione sociale composta al 65% da contadini, il 25% erano operai e artigiani, mentre borghesi e aristocratici componevano in tutto solo il 10% del personale in servizio. Dal punto di vista culturale il 20% era analfabeta, mentre solo il 5% era dotato di un'istruzione superiore. Presso i reggimenti vi erano delle scuole per soldati nelle quali si insegnava a leggere, scrivere e far di conto. Secondo i regolamenti del 1853 sappiamo che la paga del soldato medio in pace era di 15 centesimi, aumentati a 25 in caso di guerra, oltre all'assegnazione di una razione di pane, 830g di legna in estate e 1660g d'inverno (per i sottufficiali il doppio), oltre ad un sussidio giornaliero corrisposto alle eventuali mogli dei soldati e due razioni di pane al giorno.

### Fanteria

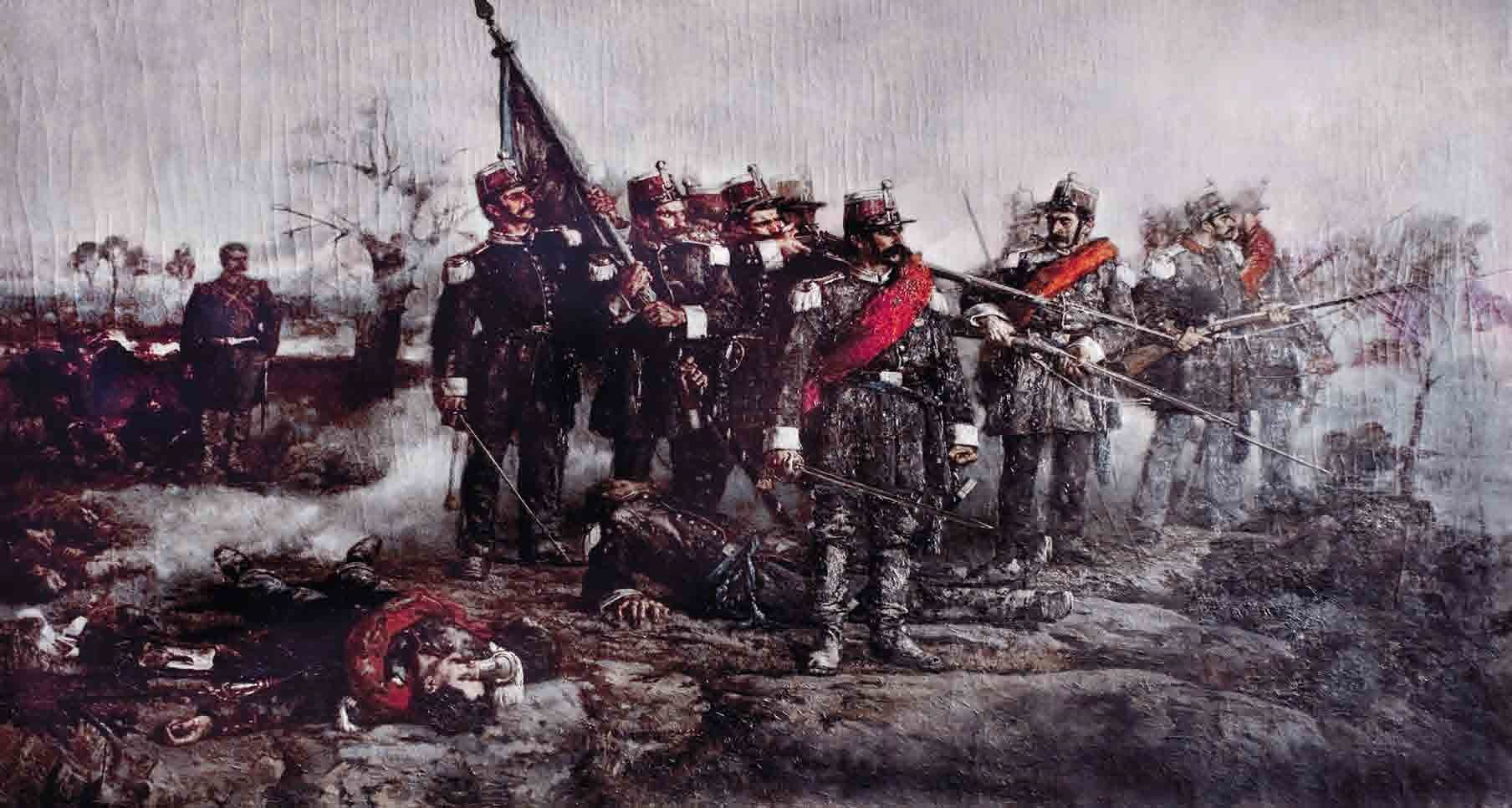
Gruppo di fanteria alla Battaglia di Novara del 1849

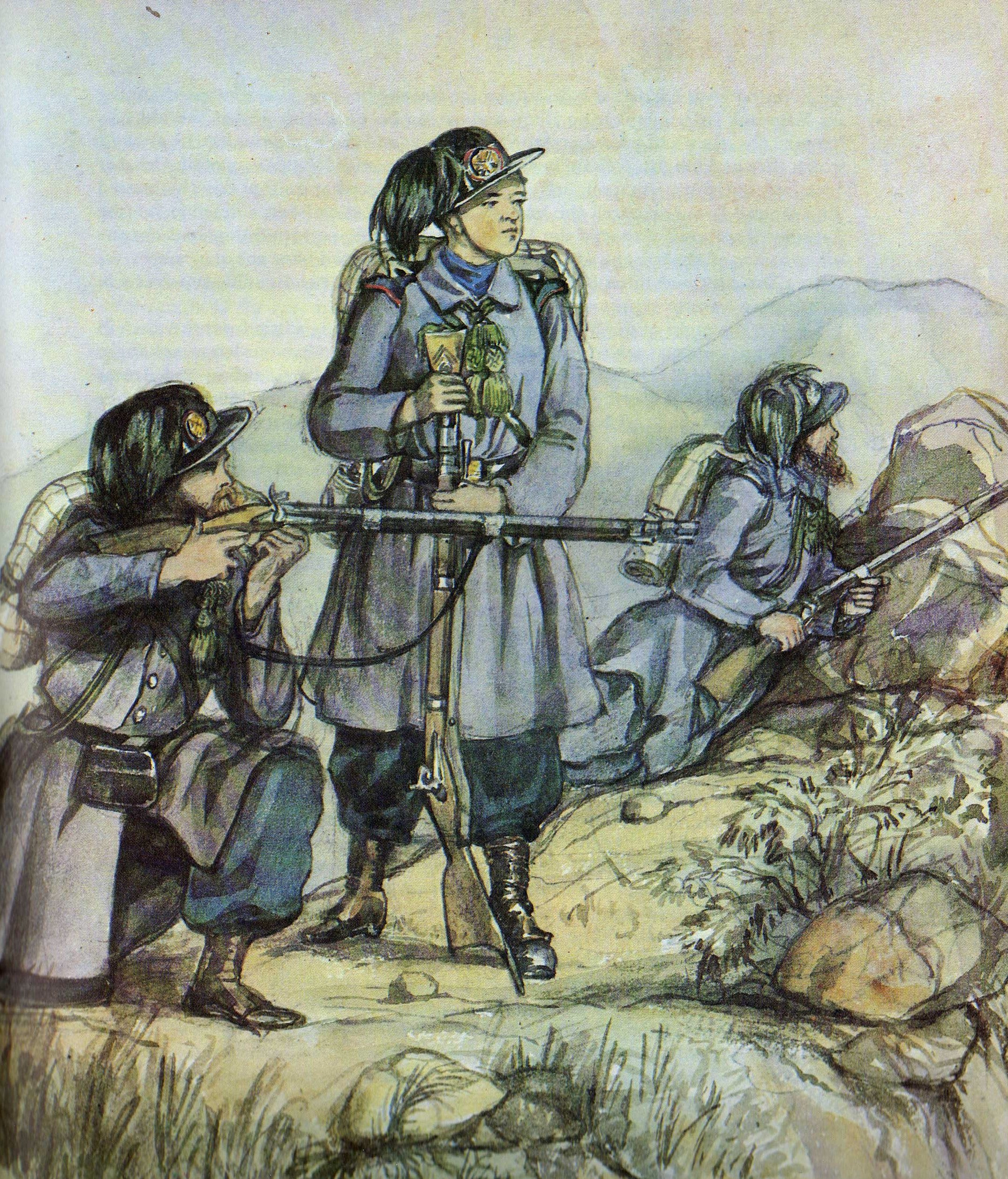
Gruppo di bersaglieri, il simbolo distintivo dell'esercito sabaudo durante il risorgimento

La fanteria costituiva la base dell'armata sarda ed era al suo interno suddivisa in diverse tipologie: Fanteria d'ordinanza nazionale, legione leggera, fanteria d'ordinanza estera, fanteria provinciale, legione degli accampamenti, corpi franchi e milizia territoriale.
Fanteria d'ordinanza nazionale
era costituita da personale appiedato (fucilieri e granatieri) reclutato nei territori del ducato di Savoia ed era facilmente utilizzabile sul territorio. In tempo di pace il suo organico era composto da circa 20.000 unità, ma poteva raggiungere in caso di guerra l'ampiezza di 50.000 uomini.
Legione reale leggera
era una forza speciale costituita nel 1774 con il ruolo di guardia confinaria per reprimere il contrabbando e salvaguardare i confini dello stato. Il corpo era costituito in prevalenza da personale straniero o comunque non legato al territorio di modo da evitare favoritismi nei confronti della popolazione locale. Il totale degli uomini in servizio massimo in questo corpo era di 2.100. Al momento del passaggio al Regio Esercito italiano, tale corpo divenne l'attuale Guardia di Finanza.
Fanteria d'ordinanza estera
era composta da volontari arruolati provenienti da regioni o stati confinanti coi domini dei Savoia (si contavano francesi, svizzeri, valdesi, tedeschi, siciliani, lombardi). L'organico totale era composto da circa 1.270 uomini.
Fanteria provinciale
costituita all'inizio del Settecento, essa era un corpo a ferma prefissata di 20 anni ed era composto da personale non professionista. La ferma prefissata, venne ridotta in casi speciali per i savoiardi a 18 anni e per i nizzardi a 12 nel corso dell'evoluzione del corpo. Nel 1792 il contingente era composto da 20.774 uomini.
Corpi franchi
erano corpi comuni a molti eserciti del XVIII secolo come a quello prussiano o imperiale che prendevano il nome dal comandante che li manteneva ponendoli al servizio dello stato.
Milizia territoriale
era il corpo dei volontari reclutati su base parrocchiale o comunale che operava prevalentemente nelle regioni montuose e sulle Alpi oppure a sorveglianza di piccoli villaggi ed accampamenti nelle aree pianeggianti e collinari. Il corpo svolgeva anche operazioni di ricognizione ed esplorazione per l'esercito regolare.
Per migliorare le qualità operative del corpo di fanteria, venne predisposto anche in Piemonte un sistema di addestramento con campi d'istruzione che traevano spunto dai sistemi d'arme di Francia e Germania. Il principale di questi campi d'addestramento si trovava nel comune di Briga Alta ed era comandato da un Generale Ispettore.

### Cavalleria
La cavalleria sarda, molto apprezzata per il valore in combattimento, era interamente di estrazione nazionale. Distintasi largamente nel corso della Guerra di successione spagnola, la forza media disponibile era di 2.420 cavalieri in tempo di pace che potevano essere raddoppiati in periodo di guerra. La cavalleria sarda includeva 3 corpi di guardie del corpo al servizio del sovrano (120 in tempo di pace e 260 in tempo di guerra) oltre a 6 reggimenti regolari tra i quali citiamo il "Piemonte reale" ed il "Savoia Cavalleria" che sono perdurati anche durante il Regno d'Italia e nella Repubblica Italiana poi.
Il 19 marzo 1852 venne applicato un riordino generale della cavalleria che culminò nella disposizione che segue:
- 4 reggimenti di cavalleria di linea (Nizza, Piemonte Reale, Savoia, Genova)
- 1 squadrone guide
- 5 reggimenti di cavalleggeri (Novara, Aosta, Saluzzo, Monferrato, Alessandria).

Ogni reggimento aveva uno stato maggiore, 4-6 squadroni attivi e 1 di deposito; ogni squadrone era costituito da 5 ufficiali, 6 sottufficiali, 2 trombettieri, 2 maniscalchi, 1 sellaio, 130 soldati e 100 cavalli.

### Artiglieria
L'artiglieria sarda era molto simile a quella francese, organizzata in brigate e dotata ciascuna di 4/6 pezzi che componevano un treno trascinato da 300 cavalli le cui armi venivano poi assemblate sul posto. L'artiglieria si divideva al suo interno in artiglieria da campagna e da montagna, oltre che da batteria (mortai e obici). Gran parte del personale d'artiglieria veniva reclutato nella provincia di Biella ove si trovavano anche le industrie produttrici delle armi stesse. In battaglia l'artigliera veniva assegnata alla fanteria in cinque pezzi per brigata, mentre alla cavalleria ne venivano destinati 4 per ogni brigata.

### Genio
Il reggimento di zappatori di sede a Casale Monferrato era costituito da 2 battaglioni, ognuno formato da 5 compagnie, ognuna delle quali comprendeva: 4 ufficiali, 6 sottufficiali, 2 trombettieri, 88 uomini.
Le compagnie venivano assegnate in vario modo alle divisioni ed erano dotate di diversi materiali da lavoro, telegrafici, ecc. Ai lavori del genio venivano interessate anche ditte civili.

## L'armamento
I fanti erano armati essenzialmente con fucili a baionetta e con una daga trattenuta al corpo tramite un cinturone di cuoio da portare assieme alla bandoliera per il fucile. Gli ufficiali non avevano armi da fuoco, ma disponevano solo dell'arma bianca, rispettivamente la sciabola Mod. 1855 (Fanteria), la sciabola Mod. 1833 (Artiglieria), la sciabola Mod. 1843 "alla turca" (Stato Maggiore), la sciabola Mod. 1850 (Bersaglieri).
Nuovi modelli di fucili comparvero nel 1844 con un primo tentativo di realizzare armi a percussione. La sostituzione però delle armi da fuoco con avviamento a pietra focaia venne completato solo nel 1859 con le più moderne armi ad accensione a capsula del tipo "Eggs". Tutti i fucili erano dotati di baionetta a sistema Laukart, ovvero con innesto avvolgente che non ostacolava lo sparo.
Parallelamente si sviluppò il moschetto il cui primo modello ottocentesco apparve nel 1833 modificato poi nel 1844 ad assomigliare sempre più ad un vero e proprio fucile da fanteria, ma con la differenza di essere più corto e maneggevole anche per la riduzione del peso.
La carabina era in prevalenza distribuita ai bersaglieri, ma era anche l'arma distintiva del corpo dei carabinieri.
Le pistole vennero assegnate all'armata sarda per la prima volta nel 1847 (anche se alcuni esemplari erano già in uso dal 1844). Tra queste pistole si distinguevano i pistoloni da cavalleria che ad ogni modo vennero sempre considerati armi ad esaurimento in quanto erano una via di mezzo insoddisfacente tra le pistole e i moschetti. Le pallottole in uso per pistole e pistoloni erano cilindrosferiche, cave e del diametro di 16.6 mm con una carica esplosiva di 2,5 g.
I cavalieri, sin dal Settecento, apparivano armati di carabine che avevano una notevole precisione a breve distanza. I cavalli utilizzati erano essenzialmente di colore baio importati dalla Germania e la loro età di servizio era tra i 4 ed i 6 anni (di questi 1/6 erano femmine). Quando, a partire dall'Ottocento, venne introdotto il corpo dei carabinieri, essi divennero il corpo essenziale di cavalleria che si distinse in particolare nella Prima guerra d'indipendenza italiana con splendide cariche ad effetto con la sciabola sguainata. Si differenziavano notevolmente i dragoni che disponevano invece di fucili lunghi con baionetta pur conservando l'uso della sciabola come da tradizione.
Il cannone tipico dell'artiglieria dell'armata sarda fu il sagro a retrocarica mod.704, utilizzato regolarmente sino al 1848. L'artiglieria pesante era contraddistinta da cannoni lunghi (colubrine da 8-16-32 libbre) per controllare anche a lunghe distanze i luoghi essenziali di passaggio anche in montagna.

## Il personale

### Sottufficiali
I sottufficiali dell'armata sarda venivano tratti, in prevalenza, dai soldati d'ordinanza, secondo il merito e le capacità. Una parte di loro veniva preparata dalle diverse scuole reggimentali, mentre l'altra parte veniva inviata alle scuole specializzate previste per il loro ramo. I sottufficiali che provenivano per diserzione dall'esercito austriaco (soprattutto durante la prima e la seconda guerra d'indipendenza italiana) venivano accettati con lo stesso grado e i soldati più anziani venivano promossi sottufficiali.

### Ufficiali
La legge sullo stato degli ufficiali approvata il 25 maggio 1852 venne controfirmata da Vittorio Emanuele II. A quell'epoca il 20% degli ufficiali era di estrazione aristocratica e veniva assegnato per metà all'artiglieria, alla cavalleria, ai carabinieri ed alle forze del genio militare, mentre il restante 10% era destinato alla fanteria. I provenienti dal ceto borghese, invece, costituivano il 30% degli ufficiali in attività nei vari corpi e un terzo dei posti da sottotenente era riservato a quanti provenivano dai gradi da sottufficiali. Come per i sottufficiali, anche gli ufficiali che provenivano per diserzione dall'esercito austriaco (soprattutto durante la prima e la seconda guerra d'indipendenza italiana) venivano accettati con lo stesso grado.
Le promozioni avvenivano come segue:
- Sottotenenti: 1/3 dai sottufficiali e 2/3 dalle accademie
- Tenenti: in pace per anzianità, in guerra per 1/3 a scelta
- Capitani: in pace per 1/3 a scelta, in guerra per 1/2 a scelta
- Maggiori: in pace per 1/2 a scelta, in guerra solo a scelta
- Da tenente colonnello compreso in su: solo a scelta, sia in pace che in guerra

## Gradi

### Ufficiali generali
| Paramano |                     |                  |                  |
| Grado    | Generale d'esercito | Tenente generale | Maggior generale |

### Ufficiali superiori
| Paramano |            |                    |          |
| Grado    | Colonnello | Tenente colonnello | Maggiore |

### Ufficiali inferiori
| Paramano |          |         |              |
| Grado    | Capitano | Tenente | Sottotenente |

### Sergenti e truppa
| Paramano |                   |          |                   |          |
| Grado    | Sergente maggiore | Sergente | Caporale maggiore | Caporale |

## Cultura e studi
Gli istituti di formazione per militari dell'armata sarda erano i seguenti:
- Regia Accademia Militare, era la base di tutta l'istruzione militare con corsi della durata di tre anni ai quali venivano ammessi giovani che avevano già compiuto i 15 anni di età, cattolici e dotati del corredo previsto a loro spese. Per essere ammessi, inoltre, gli aspiranti dovevano avere un'altezza minima di 1,56 m.
- Scuola complementare di artiglieria e genio, costituita da 2 anni complementari all'accademia
- Scuola complementare di fanteria, per ufficiali e sottufficiali, che prevedeva 2 anni di corso e perfezionamento, dei quali il secondo poteva essere svolto anche presso la scuola di cavalleria
- Scuola complementare di cavalleria, per ufficiali e sottufficiali, che prevedeva 2 anni di corsi e perfezionamento, accogliendo di norma giovani dai 19 ai 20 anni. Vi erano ammessi tutti i sottotenenti di prima nomina, tutti i tenenti in promozione e 80 sottufficiali per ogni corso.
- Scuola per ufficiali dei bersaglieri, venne istituita nel 1852 a Genova in località Le Cave e frequentata, a turno, per brevi corsi.
- Scuola di Stato Maggiore di Torino, per ufficiali prescelti a seguire i corsi per morale, cultura e fisico. I corsi avevano la durata di 6 mesi con esami finali di lingue, matematica, disegno topografico e disegno di fortificazioni.